# Керченская паромная переправа (компания)
ГСК «Керченская паромная переправа» — транспортное предприятие осуществляющее паромные перевозки через Керченский пролив.

## История
Керченская переправа была открыта 22 сентября 1954 года. Однако начало формирования активов современного предприятия было положено в 1975 году, когда был приобретен первый автомобильный паром.
В 1988 году Керченская паромная переправа была передана в состав Керченского морского торгового порта и получила статус производственного — паромного комплекса. В 1990 году были прекращены перевозки железнодорожных поездов, осталась перевозка только автомобилей, грузов и пассажиров.
В 1992 года для сохранения паромных перевозок было создано совместное предприятие «Переправа Крым-Кубань», основателями которого стали Керченский морской торговый порт и Кубанское речное пароходство.
В 1998 году совместное предприятие Приказом Министерства транспорта Украины было реорганизовано в Государственную судоходную компанию «Керченская паромная переправа».
20 октября 2010 года в официальном сообщении Фонда государственного имущества Украины сообщалось, что ГСК «Керченская паромная переправа» будет приватизирована. Согласно этому сообщению, остаточная стоимость основных средств госпредприятия на середину этого года составляла 7,72 млн грн, при первичной стоимости в 31,57 млн грн. В настоящее время госпредприятие находится в управлении Министерства транспорта и связи Украины. ГСК «Керченская паромная переправа» последние четыре года стабильно наращивает доходы и прибыль. В 2009 году её чистый доход вырос на 16,9 % — до 39,6 млн грн, а чистая прибыль — на 10,4 %, до 6,07 млн грн. В первом полугодии 2010 года чистый доход предприятия составил 17,12 млн грн, чистая прибыль — 1,14 млн грн.
17 марта 2014 года после одностороннего провозглашения независимой суверенной Республики Крым государственная судоходная компания «Керченская паромная переправа» была национализирована решением Государственного Совета Республики Крым.

## Паромы
В собственности компании находятся автомобильные паромы «Керченский-2» и «Ейск».
Компания долгое время являлась монополистом на одноимённом маршруте. В ноябре 2013 года на линии Крым-Кавказ компанией «Аншип» введен в эксплуатацию новый автомобильно-пассажирский паром «Николай Аксёненко». 23 мая 2014 года на переправе начал работу греческий пассажирский паром «Ионас».
После прихода на Керченскую переправу больших паромов Олимпиада, Крым и Гликофилуса III малые паромы «Керченский-2» и «Ейск» были переведены на линию Порт «Кавказ» — Керченский рыбный порт, и стали специализироваться на переправке малотоннажного грузового транспорта.
При ухудшении погодных условий, когда работа больших паромов запрещена, «Керченский-2» и «Ейск» временно возвращаются на Керченскую переправу и выполняют перевозку легковых автомобилей и пассажиров. Перевозки регулирует ГУП РК «Крымские морские порты».
В ноябре-декабре 2014 года паром «Керченский-2» проходил ремонт на заводе «Залив». При этом сообщалось, что ежедневный ущерб предприятия от невыхода парома на линию составляет 1 млн рублей.